# عبد الكريم حسين الزين
الشيخ عبد الكريم بن حسين بن سليمان الزين (1295 - 1360هـ) / (1878 - 1941م)، عالم دين شيعي لبناني، أديب وشاعر ومؤلف، ولد في بلدة جباع العاملية حيث كان والده (المعروف بالشيخ أبي خليل) يتابع دراسته فيها.

## أسرته

### جده
الحاج سليمان الزين.

### والده
الشيخ حسين بن سليمان الزين: ابن سليمان المعروف بالشيخ أبي خليل، كان من العلماء وهو من تلامذة الشيخ عبد الله نعمة درس في مدرسة جباع الدينية وسكن فيها مدة طويلة وبعدها انتقل إلى بلدة جبشيت الجنوبية وأقام فيها، توفي في العام 1884 ودفن في النجف. وأعقب بولدين: الشيخ خليل والشيخ عبد الكريم صاحب الترجمة.

### أعمامه
- الشيخ محمد بن سليمان الزين :ابن سليمان الزين[5]، قرأ فترة مع أخيه الشيخ أبي خليل في مدرسة الشيخ عبد الله نعمة في جباع، وهو ذو باع في اللغة العربية وآدابها، له كتاب في الفقه أسماه (رسائل في الفقه) وكتاب آخر هو (شرح النظام) وكراريس أخرى، ابتلي بتدبير المعاش وغلب عليه التكسّب، ولد في صيدا عام 1246 هجرية، وتوفي في صيدا أيضا عام 1320 هجرية.[6] ذهب إلى النجف وعاد عند وفاة والده ولم يكمل دراسته فيها. أعقب بخمسة أولاد
- الحاج علي بن سليمان الزين: ابن سليمان الزين، ولد في صيدا عام 1860 ميلادي، تلقى علومه في المدرسة الرشيدية، ثم انتقل إلى بلدة شحور وأقام فيها وتولى إدارة أملاك والده الشاسعة في شحور وصريفا، تزوّج من شاهزنان بنت الحاج حسن عسيران، توفي ودفن في شحور عام 1931 ميلادي.[7] خلّف أربعة ذكور بينهم الشيخ أحمد عارف الزين.
- إسماعيل سليمان الزين: ورث الزعامة السياسية عن والده وأورثها لولده يوسف الزين.

### أخوه
الشيخ خليل بن حسين بن سليمان الزين، من تلامذة الشيخ موسى شرارة. أعقب بخمسة أولاد برز منهم الشيخ محمد بن خليل بن حسين بن سليمان الزين الذي درس في النجف ثم عاد وأقام في بيروت وأسس جمعية الهداية والإرشاد وعمل على التقريب بين المذاهب الإسلامية ورافق المفتي حسن خالد في زيارته إلى الأزهر في مصر ، له عدد من المؤلفات منها (تاريخ الفرق الإسلامية) و (الأصول والفروع الإسلامية). 

### أولاده
- الشيخ علي الزين العاملي.
- الشيخ محمد حسين بن عبد الكريم الزين.
- الشيخ جعفر بن عبد الكريم الزين.

## دراسته
قرأ فترة في مدرسة الشيخ عبد الله نعمة في جباع، ثم انتقل إلى بنت جبيل حيث التحق بمدرسة الفقيه الشيخ موسى شرارة، وفي العام 1887م رحل إلى النجف ومكث فيها 20 عاما، وتابع دراسته على أعلامها وأبرز أساتذته:
- الملا كاظم الخرساني
- الشيخ عبد الله المازندراني
- آغا رضا الهمذاني
- الشيخ محمد طه نجف
- الشيخ قاسم القسام

## عودته إلى جبل عامل
عاد إلى جبل عامل عام 1907م، واستقر في بلدة جبشيت خلفا لوالده الشيخ حسين بن سليمان الزين. ناهض العثمانيين فسيق في العام 1915 ميلادي إلى الديوان العرفي في عالية بتهمة تأليف جمعية والتعامل مع عبد الكريم الخليل، إلا أنه نجا من الإعدام.

## مؤلفاته
له عدد من المؤلفات:
- المجموعة الكبرى في مدح المرتضى
- ديوان كبير (مخطوط)
- مجموعة أدعية الأئمة والنبي
- مجموعة مواعظ أهل البيت وحكمهم البالغة
- كتاب الرحمة في الطب والحكمة
- شرح لامية العرب
- رسالة في تفنيد كتاب مباحث المجتهدين
- رسالة في السفور والحجاب
- الرد على الوهابية في تحريم بناء القبور
- رسالة في المفوضة والجبرية
- رسالة في التوحيد
- رسالة في الأصول
- رسالة في الفقه

## ما قيل فيه
- قال عنه في معجم البابطين:(آثر الزهد ولم يكن محباً للظهور، كما كان الناس يتحاشونه لإفراطه في صراحته)
- قال عنه في أعيان الشيعة:(ألِف العزلة، وكان كثير العبادة والصدقات، مضيافا يحب الفروسية والسباق، وكان عنده فرس لا تجارى)

## وفاته
توفي في جبشيت في العام 1941 ميلادي (1360 هـ).